# 鴫立庵

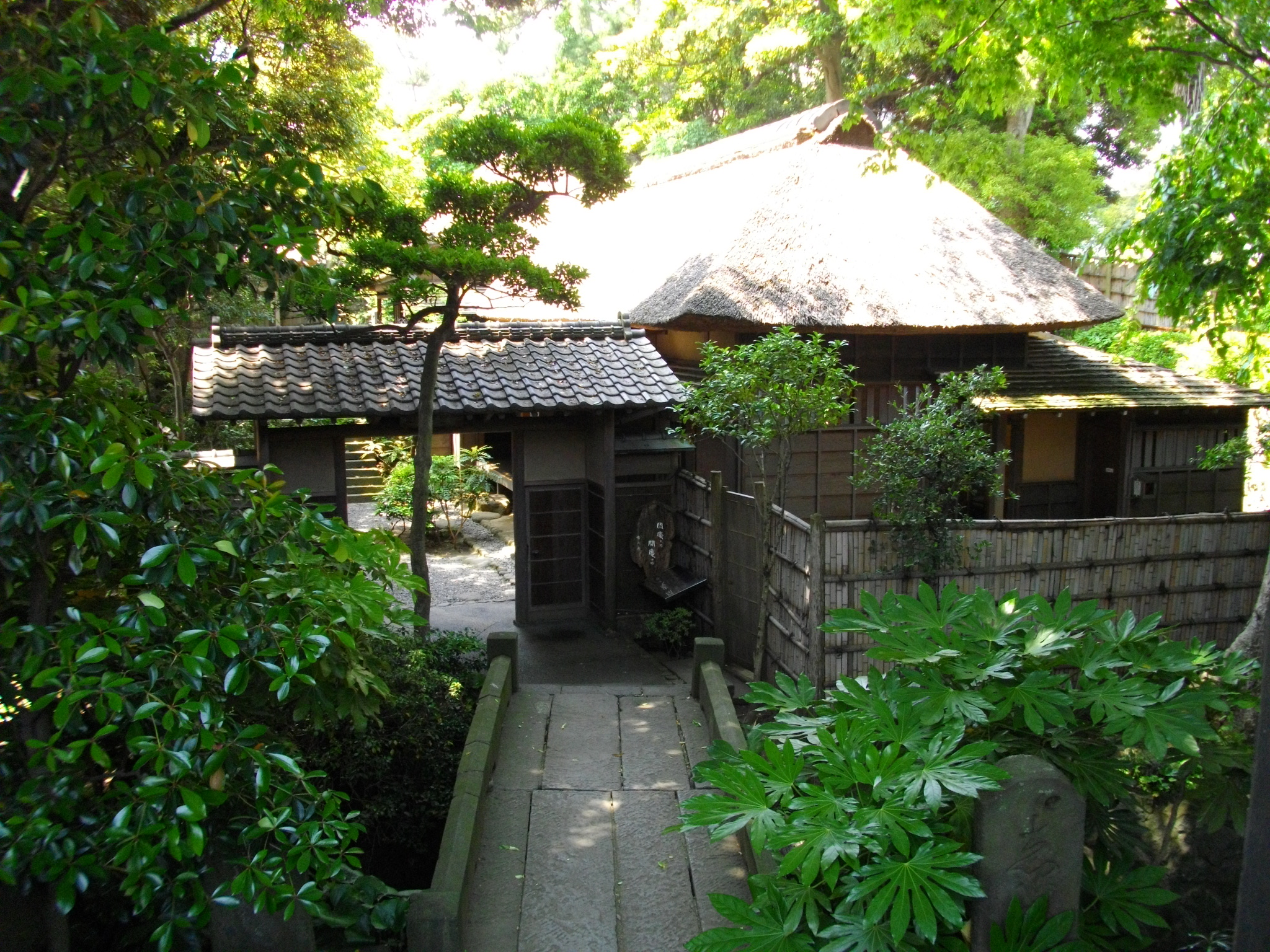
鴫立庵への入り口

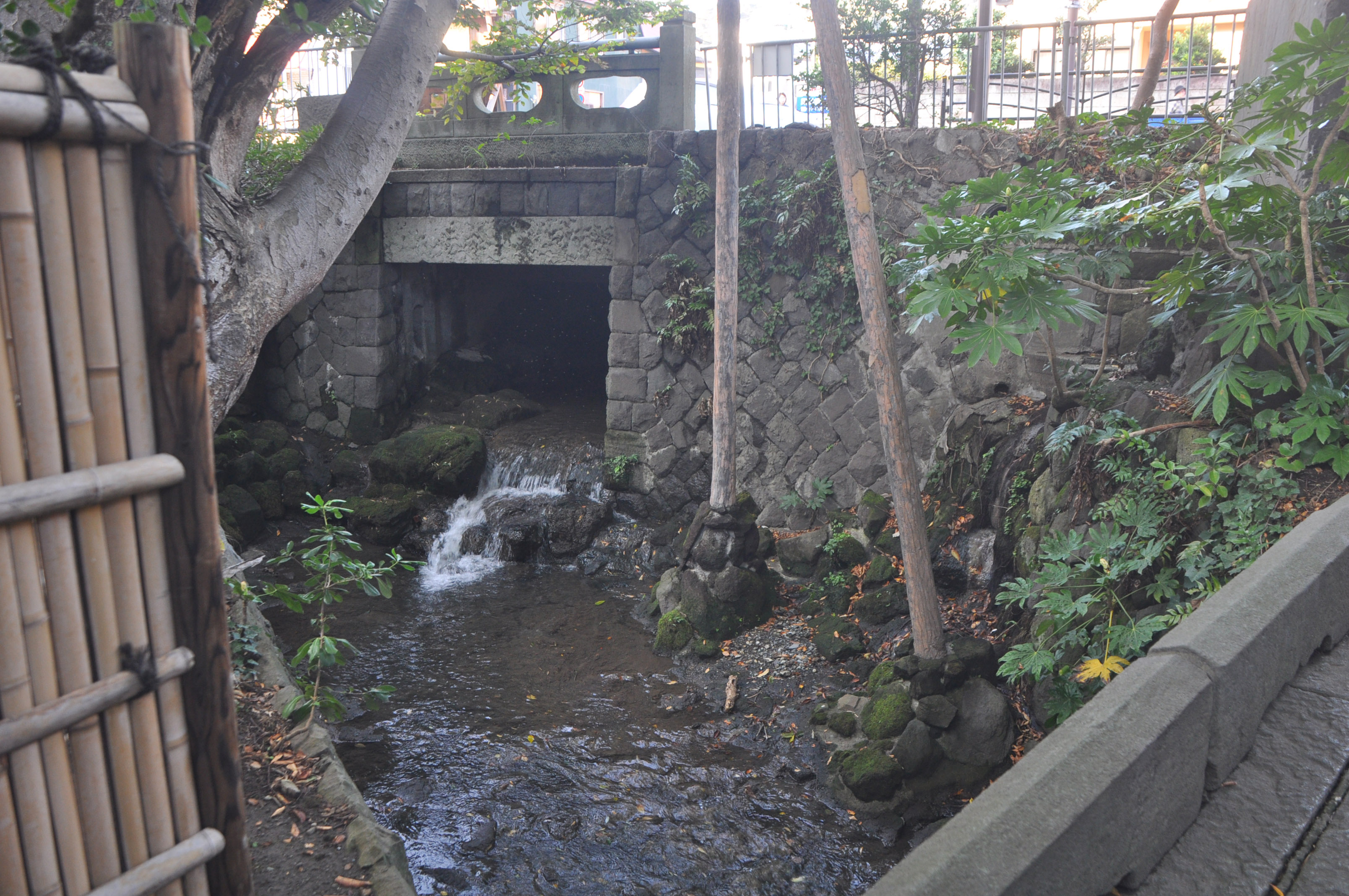
鴫立沢の中流は国道1号線（写真後方）の下を流れて、さらに鴫立庵入口の橋（写真右）の下を流れ下って、相模湾へそそぐ。

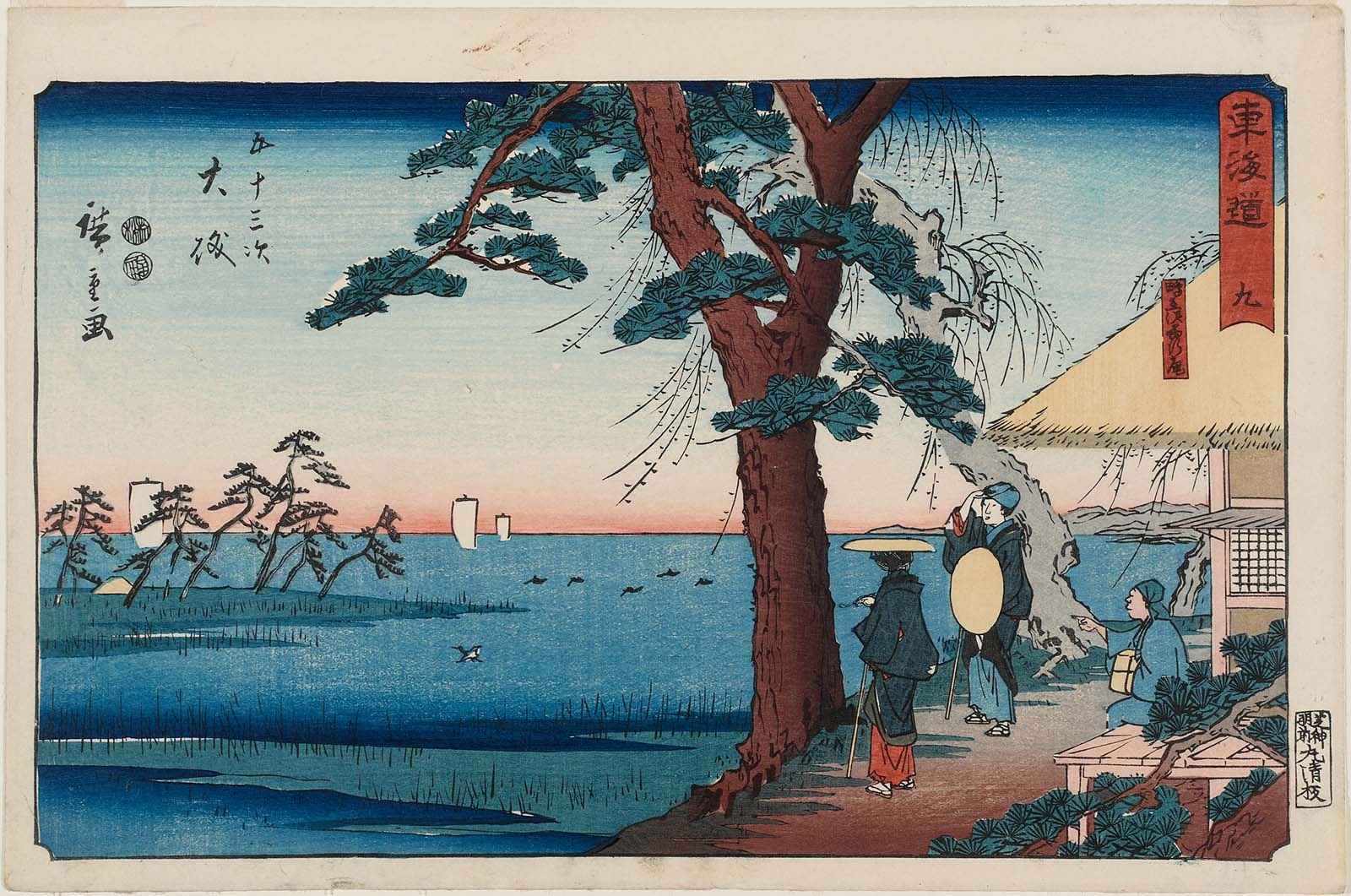
歌川広重

鴫立庵（しぎたつあん）は神奈川県大磯町にある俳諧道場。京都の落柿舎、滋賀の無名庵と並び、日本三大俳諧道場の一つとされる。敷地内に建てられた石碑にある銘文「著盡湘南清絶地」から、「湘南発祥の地」とされることもある。場所は大磯の国道1号線（旧・東海道）沿いの鴫立沢にある。
名称は西行の歌「こころなき 身にもあはれは 知られけり 鴫立沢の 秋の夕暮」（『新古今和歌集』）による。

## 歴史
寛文4年（1664年）、崇雪が草庵を結んだのがはじまりで、元禄8年（1695年）、俳人・大淀三千風が入り、第一世庵主となる。明和5年（1768年）3月、白井鳥酔が再興し、庵主となる。現庵主は本井英（第23代。令和元年（2019年）より）。

## 歴代庵主
1. 大淀三千風
2. 朱人
3. 白井鳥酔
4. 杉坂百明
5. 加舎白雄
6. 西奴
7. 三浦柴居
8. 倉田葛三
9. 遠藤雉啄
10. 島田立宇
11. 大沢寿道
12. 菅喜田松頂
13. 間宮宇山
14. 二宮松汀
15. 原昔人
16. 高瀬蘇迷
17. 神林時処人
18. 鈴木芳如
19. 山路閑古
20. 村山古郷
21. 草間時彦
22. 鍵和田秞子
23. 本井英

## ギャラリー
- 鴫立庵入口
- 俳諧道場 秋暮亭
- 十九世庵主 山路閑古句碑「大磯の波もとゝろと今日の月」
- 二十二世庵主 鍵和田秞子句碑「円位忌の波の無限を見てをりぬ」

## 位置情報
- 神奈川県中郡大磯町大磯1289
  - アクセス - JR東海道本線大磯駅から徒歩5分